# Long Beach (Nova York)
Long Beach és una població dels Estats Units a l'estat de Nova York. Segons el cens del 2000 tenia 35.462 habitants.

## Demografia
Segons el cens del 2000, Long Beach tenia 35.462 habitants, 14.923 habitatges, i 8.103 famílies. La densitat de població era de 6.398,1 habitants/km².
Dels 14.923 habitatges en un 21,6% hi vivien nens de menys de 18 anys, en un 40% hi vivien parelles casades, en un 10,8% dones solteres, i en un 45,7% no eren unitats familiars. En el 36,7% dels habitatges hi vivien persones soles el 10,7% de les quals corresponia a persones de 65 anys o més que vivien soles. El nombre mitjà de persones vivint en cada habitatge era de 2,26 i el nombre mitjà de persones que vivien en cada família era de 3,02.
Per edats la població es repartia de la següent manera: un 18,5% tenia menys de 18 anys, un 6,6% entre 18 i 24, un 34,4% entre 25 i 44, un 23,8% de 45 a 60 i un 16,7% 65 anys o més.
L'edat mediana era de 40 anys. Per cada 100 dones de 18 o més anys hi havia 89,6 homes.
La renda mediana per habitatge era de 56.289 $ i la renda mediana per família de 68.222 $. Els homes tenien una renda mediana de 50.995 $ mentre que les dones 40.739 $. La renda per capita de la població era de 31.069 $. Entorn del 6,3% de les famílies i el 9,4% de la població estaven per davall del llindar de pobresa.

## Poblacions més properes
El següent diagrama mostra les poblacions més properes.